# Feri Lainšček
Franc (Feri) Lainšček [fêri lájnšček], slovenski pisatelj, pesnik, scenarist in dramatik, * 5. oktober 1959, Dolenci, Slovenija.

## Življenje
Feri (Franc) Lainšček se je rodil v Dolencih na Goričkem, hribovitem delu Prekmurja blizu madžarske meje. Do osnovne šole je govoril in poslušal samo narečje. Na prekmurščino njegovega otroštva ga nostalgično spominja današnja porabščina, ki jo govorijo slovenski zamejci na Madžarskem. Od mladostnih izkušenj, ki so določile njegov odnos do sveta, moramo omeniti tudi  srečevanja z Romi. Ti so – tako kot on – živeli na obrobju (v dobesednem in prenesenem pomenu) njegove rojstne vasi. Po maturi na gimnaziji v Murski Soboti je želel študirati slikarstvo. Zaradi neuspešno opravljenih sprejemnih izpitov na ljubljanski Akademiji za likovno umetnost se je vpisal na FSPN (predhodnico današnje Fakultete za družbene vede). Denar za preživetje si je služil kot sodelavec uredništva dnevno-informativnega in igranega programa Radia Ljubljana, v prostem času pa je pisal pesmi ter roman, ki je v nadaljevanjih izhajal v reviji Teleks. Leta 1992 je skupaj s prijateljem Francijem Justom ustanovil Podjetje za promocijo kulture Franc-Franc, ki se v glavnem ukvarja z založniško dejavnostjo, je pa tudi organizator vsakoletnega srečanja slovenskih mladinskih pisateljev Oko besede, na katerem se podeljuje večernica, nagrada za najboljše slovensko mladinsko literarno delo preteklega leta.

## Dela
Ferija Lainščka ne moremo označiti le kot pisatelja, temveč tudi kot pesnika, dramatika, scenarista, soustvarjalca literarnih revij in avtorja številnih besedil slovenskih pevcev ter skupin. Lainšček je avtor, ki piše tako za odrasle, kot za mladino in otroke. Lainšček že od vsega začetka ustvarja v okolju, kjer kultura in umetnost nimata pravega zaledja.
Lainšček je zaslovel z romani, uveljavil pa se je tudi na področju mladinske književnosti, kratke proze, radijske in lutkovne igre, filmskih scenarijev in kot tekstopisec  popevk ter šansonov. Za svoje literarno delo je prejel več nagrad: Kajuhovo za roman Raza, nagrado Prešernovega sklada za roman Ki jo je megla prinesla, kresnika za romana Namesto koga roža cveti in Muriša ter večernico za zbirko pravljic Mislice. Posamezni romani so prevedeni že v madžarščino, angleščino, nemščino, hrvaščino, češčino, španščino in katalonščino, pravljice pa tudi v porabščino (izšle so v zbirki Med Muro in Rabo, ki jo izdaja založba Franc-Franc).
Leta 1981 je začel pisati poezijo. Zbirka Ne bodi kot drugi (2007) je postala izjemno brana. Oblikovno preproste in spevne (tudi uglasbene) pesmi, ki z ženskim in moškim glasom izpovedujejo ljubezensko čustvo v vseh možnih odtenkih in fazah - od silovite medsebojne predanosti do nesrečne osamljenosti - so (tudi na spletnih straneh) osvojile neverjetno širok  krog bralcev različnih starosti. Knjigi je bila priložena še zvočnica, na kateri pesmi interpretirata dramska igralca Polona Juh in Vlado Novak (ki je igral tudi glavno vlogo v filmu Petelinji zajtrk), uvodno in zaključno pesem pa avtor sam, zadnjo celo v prekmurščini. Njegovi literarni liki so pogosto ljudje z dna socialne lestvice, skoraj praviloma pa se nahajajo v nekem eksistenčno mejnem položaju.

### Romani
- Peronarji – 1982 (COBISS)
- Raza – 1986 (COBISS)
- Razpočnica – 1987 (COBISS)
- Grinta – 1991 (COBISS)
- Namesto koga roža cveti – 1991 (COBISS)
- Astralni niz – 1993 (COBISS)
- Ki jo je megla prinesla – 1993 (COBISS)
- Vankoštanec – 1994 (COBISS)
- Mož v pasijonki – 1997 (COBISS)
- Skarabej in vestalka – 1997 (COBISS)
- Atentat v Slovenskem dvorcu – 1998 (COBISS)
- Petelinji zajtrk – 1999 (COBISS)
- Ločil bom peno od valov – 2003 (COBISS)
- Muriša – 2006 (COBISS)
- Nedotakljivi, mit o Ciganih – 2007 (COBISS)
- Ne povej, kaj si sanjala – 2008 (COBISS)
- Sprehajališča za vračanje – 2010 (COBISS)
- Jadrnica – 2011 (COBISS)
- Orkester za poljube – 2013 (COBISS)
- Strah za metulje v nevihti – 2014
- Prvotnost – poema o ljubezni – 2018
- Zadoščenje – 2019
- Kurji pastir – 2020[4] (prvi del trilogije)
- Murska saga (romaneskni diptih: skupna izdaja romanov Ločil bom peno od valov in Muriša) – 2022
- Petelinje jajce (2. del trilogije Kurji pastir) – 2023
- Kurja fizika (3. del trilogije Kurji pastir) – 2024

### Pesniške zbirke
- Kot slutnja radovedno – 1981 (COBISS)
- Dnevovina – 1986 (COBISS)
- Hiša svetega Nikolaja – 1990 (COBISS)
- Dlan mi po tebi diši – 2001; 2012 (COBISS)
- Ne bodi kot drugi – 2007 (COBISS)
- Nigdar neboš znala (slovensko-prekmurski) – 2007 (COBISS)
- Pesmi za ženski glas in zvonove – 2009 (COBISS)
- Lübezen – 2014
- Demon ljubezni – 2016
- Ne – 2022
- Stišja – 2024 (uglasbljena poezija: avtor glasbe in glas Matej Krajnc)
- Verjeti, verjeti (pesniška knjiga, ilustracije Zora Stančič) – 2024

### Kratka proza
- Za svetlimi obzorji – 1988 (COBISS)
- Srebrni breg (slovensko-prekmurski) – 1995 (COBISS)

### Dela za otroke in mladino
- Cicibanija, pesmi (1987)
- Cufek modrijan, slikanica (1989)
- Cufek v živalskem vrtu, slikanica (1989)
- Ko želi Tilčka postati Tilka in ko želi Tilček postati Tilen, zgodbe (1990)
- Ajša Najša, roman (1989)
- Znalček na cesti, slikanica (1990)
- Čiren čaj in juha kokos pokos kvak kvak, zgodba (1990)
- Škrat Sanjavec, pesmi (1992)
- Velecirkus Argo, roman (1996)
- Mislice, pravljice (2000)
- Deček na dedovem kolesu, roman (2001)
- Brki od mleka, pesmi (2002)
- Serija osmih slikanic o Žlopih (1999–2002)
- Lučka, slikanica (2005)
- Tudi živali sanjajo, pesmi (2008)
- Hit poletja, roman (2008)
- Če padeš na nos ne prideš na Nanos, pesmi (2003)
- Mišek Miško in Belamiška, slikanica (2009)
- Medo praznuje rojstni dan, pesmi (2010)
- Barvice, pesmi (2010)
- Pesmi o Mišku in Belamiški, pesmi (2010)
- Ko bova velika, zgodbe (2012)
- Bratec in sestrica, slikanica (2013)
- Kuža Goldi gre na sprehod, slikanica (2014)
- Življenje nima naslova, roman (2023)
- Ne (2022)
- Družina, slikanica (2024)

### Filmi
- Halgato (po romanu Namesto koga roža cveti)
- Mokuš (po romanu Ki jo je megla prinesla)
- Hit poletja (po mladinskem romanu Hit poletja)
- Petelinji zajtrk (po romanu Petelinji zajtrk)
- Traktor, ljubezen in rock'n'roll (po romanu Vankoštanc)
- Šanghaj (po romanu Nedotakljivi)

### Radijske igre
- Osebni zaimek Bavbav – 56,25 min – premiera: 22. 5. 1987
- De revolutionibus – 26min – premiera: 15. 1. 1988
- Vrata – 26,4 min – premiera: 14. 10. 1988
- Primer Kalman – 29,2 min – premiera: 18. 11. 1988 (soavtorja Branko Žunec in Igor Likar)
- Predsednik siromakov – 59,15 min – premiera: 10. 3. 1989
- Prva sraka še ne prinese pomladi – 45,3 min – premiera: 16. 9. 1990
- Grinta – 38,25 min – premiera: 6. 11. 1992 - (adaptacija romana Grinta)
- Majhen mož v čolnu – 51 min – premiera: 01. 10. 1993
- Edi Manfredi – 36,55 min – premiera: 27. 2. 1996 – (adaptacija gledališke igre Impresarij)
- Penzion Evropa – 47,5 min – premiera: 1. 3. 1996 – (adaptacija gledališke igre Penzion Evropa)
- Jesen – 30,15 min – premiera 06.10.1998
- Pokličite gospo Milo-21-Samotar – 25,15 min – premiera: 28. 3. 1999
- Pokličite gospo Milo-22-Alkoholik – 26,2 min – premiera: 16. 5. 1999
- Pokličite gospo Milo-23-Brezdomec – 23 min – premiera: 23. 5. 1999
- Pokličite gospo Milo-19-Bencinski servis – 24,1 min – premiera: 30. m5. 1999
- Pokličite gospo Milo-20-Ljubezen v 24,1 min – premiera: 6. 6. 1999
- Petelinji zajtrk-01 – 32,2 min – premiera: 2. 5. 2000 (adaptacija romana Petelinji zajtrk)
- Petelinji zajtrk-02 – 27,3 min – premiera: 9. 5. 2000 (adaptacija romana Petelinji zajtrk)
- Petelinji zajtrk-03 – 23,25 min – premiera: 16. 5. 2000 (adaptacija romana Petelinji zajtrk)
- Petelinji zajtrk-04 – 30,4 min – premiera: 23. 5. 2000 (adaptacija romana Petelinji zajtrk)
- Petelinji zajtrk-05 – 34,45 min – premiera: 6. 6. 2000 (adaptacija romana Petelinji zajtrk)
- Dej – 44,5 min – premiera: 28. 8. 2001
- Hit poletja – 36,4 min – premiera: 6. 6. 2006 (adaptacija romana Hit poletja)

#### Kratke radijske igre
- Smrt sopotnica – 11,25 min – premiera: 6. 10. 1989
- Za zaščito pikapolonic – 9 min – premiera: 1. 1. 1990
- Radiofonski umor – 13,15 min – premiera: 25. 9. 1992
- Karmenka z našega štanta – 10,3 min – premiera: 28.  3. 1998
- Zakonski in nezakonski otrok – 12,2 min – premiera: 21. 11. 1998

#### Radijske igre za otroke
- Deklica Ferdinanda – 25,3 min – premiera: 22. 4. 1984
- Regratova roža – 31 min – premiera: 8. 9. 1991 (adaptacija zgodbe Regratova roža)
- Brat je, škrat je, tat je – 36,4 min – premiera:  1. 1. 1994
- Strašilo – 22 min – premiera: 19. 5. 1996
- Gerda in Kaj – 47,1 min – premiera: 22. 12. 1996 (po motivu H.C. Andersena: Snežna kraljica)
- Pozdrav pomladi – 15,34 min – premiera: 30. 3. 1997
- Žlopi – 39 min – premiera: 28. 9. 1997 (adaptacija zgodbe Žlopi)
- Velecirkus Argo – 39 min – premiera: 11. 2. 2000 (adaptacija mladinskega romana Velecirkus Argo)
- Ignacija in njen angel – 27,3 min – premiera: 9. 4. 2006 (adaptacija zgodbe Ignacija in njen angel)

## Priznanja

### Nagrade
- 1995 nagrada Prešernovega sklada za roman Ki jo je megla prinesla
- 1992 nagrada kresnik za roman Namesto koga roža cveti
- 2000 nagrada večernica za zbirko pravljic Mislice
- 2007 nagrada kresnik za roman Muriša
- 2008 na festivalu Slovenskega filma v Portorožu vesna za scenarij za TV film Hit poletja
- 2005, 2007 in 2008 prva nagrada za besedilo na Festivalu narečnih popevk
- 2011 nagrada desetnica za knjigo Pesmi o Mišku in Belamiški
- 2021 Prešernova nagrada za delo na področju literature

## Sodelovanja na glasbenih festivalih kot avtor besedil

### EMA
- 2004: Regina - Plave očij (Aleksander Kogoj/Feri Lainšček/Tomaž Kozlevčar)
- 2005: Regina - Proti vetru (Damjan Pančur, Aleksander Kogoj/Feri Lainšček/Damjan Pančur)
- 2008: Langa in Civili - Za svobodo divjega srca (Mišo Kontrec/Feri Lainšček/Miha Hercog)
- 2008: Halgato Band - Nomadi (Milan Ostojić/Feri Lainšček/Grega Forjanič)
- 2010: Manca Špik - Tukaj sem doma (Andrej Babić/Feri Lainšček/Aleksandar Valenčić)

### Slovenska popevka
- 2005: Regina - Pusti mi krila (Damjan Pančur, Aleksander Kogoj/Feri Lainšček/Rok Golob)
- 2006: Regina - Demoni (Damjan Pančur, Aleksander Kogoj/Feri Lainšček/Aleš Avbelj)
- 2009: Regina - Poljubi me (Damjan Pančur, Aleksander Kogoj/Feri Lainšček/Tomaž Grintal)
- 2010: Darja Švajger - Otok ljubezni (Patrik Greblo/Feri Lainšček/Patrik Greblo)
- 2011: Regina - Tebe ni (Aleksander Kogoj, Damjan Pančur/Feri Lainšček/Lojze Krajnčan)
- 2011: Samo Budna - Sončna hiša (Samo Budna/Feri Lainšček/Primož Grašič)
- 2016: Eva Hren - Počasi (Janez Dovč/Feri Lainšček/Žiga Pirnat)